# Немерзь (Смоленская область)
Немерзь — деревня в Дорогобужском районе Смоленской области России. Входит в состав Ушаковского сельского поселения.
Население — 2 жителя (2007 год).
Расположена в центральной части области в 28 км к юго-востоку от Дорогобужа, в 24 км восточнее автодороги Р137 Сафоново — Рославль, на берегу реки Чернавка. В 22 км южнее от деревни находится железнодорожная станция Теренино на линии Смоленск — Сухиничи.

## История
В годы Великой Отечественной войны деревня была оккупирована гитлеровскими войсками в октябре 1941 года, освобождена в сентябре 1943 года.